# Tamarugita
La tamarugita es un mineral de la clase de los minerales sulfatos. Fue descubierta en 1889 en la Pampa del Tamarugal de la provincia de Iquique, en la región de Tarapacá (Chile), siendo nombrada así por esta localización. Un sinónimo poco usado es lapparentita.

## Características químicas
Es un sulfato hidratado de sodio y aluminio. Es muy soluble en agua, dando un sabor astringente dulce.

## Formación y yacimientos
Es un mineral secundario formado en condiciones de aridez en la zona de oxidación de rocas alcalinas ricas en aluminio y sulfatos, con sodio adquirido de las soluciones hidrotermales o de la salpicadura marina. Puede aparecer también como una eflorescencia en sistemas geotérmicos activos, así como formarse mediante reacción en soluciones de sulfato ácidas o en fumarolas de gas en las paredes de la roca.
Suele encontrarse asociado a otros minerales como: pickeringita, coquimbita, quenstedtita, sideronatrita, mendozita, kröhnkita, halita, alunógeno, epsomita, halotriquita, yeso o anhidrita.